# De bende van Sjako
De bende van Sjako is een Nederlands televisieserie van TROS dat uitgezonden werd tijdens het Z@pp blok op Nederland 3. De jeugdserie werd geregisseerd door Marc Willard en ging op zaterdag 9 oktober 2010 in première.

## Verhaal
De serie volgt de broers Jacco en Vin die net met hun ouders gaan verhuizen van Friesland naar Amsterdam. Daarnaast volgt de serie Jacco zijn klasgenoten Sam, Mo en Marco, die later zijn vrienden worden. De groep blijken afstammelingen te zijn van de achttiende-eeuwse Amsterdamse dief Sjako en zijn bendeleden. In de tijd dat Sjako leefde was hij een soort Robin Hood, die stal van de rijken en zijn buit vervolgens verdeelde onder de armen.
In de huidige tijd is een mysterieuze groep genaamd De Regenten, die ook in de achttiende eeuw leefde maar opgesloten zitten in een schilderij, op de hoogte van de afstammelingen. De Regenten geeft een geheimzinnige schim de opdracht om de groep in het geheim te testen en hen bij elkaar te brengen om te kijken of zij de nieuwe bende van Sjako zouden kunnen vormen, hierbij wordt ieder kind getest op zijn eigen specifieke kwaliteit.
De groep vrienden krijgen hulp van de blinde bibliothecaris Gideon die over magische gaven beschikt, ook krijgen ze hulp van de spirituele tante van Jacco en Vin.

## Rolverdeling
| acteur                 | personage            |
| ---------------------- | -------------------- |
| Tijn Borm              | Jacco Muller         |
| Nick Geest             | Vincent "Vin" Muller |
| Kes Raven              | Samantha "Sam"       |
| Hakim Barkaoui         | Mo                   |
| Lucas Dijker           | Marco Berendsen      |
| Tygo Gernandt          | Gomez, de Satyr      |
| Roos Ouwehand          | Wilma Muller         |
| Ruben Lürsen           | Henk Muller          |
| Leo Hogenboom          | Gideon               |
| Marisa van Eyle        | tante Agaath         |
| Huug van Tienhoven     | Hoofdregent          |
| Miguel Stigter         | Regent Titus         |
| Christine van Stralen  | juf De Mayerink      |
| Vivienne van den Assem | juf Anne             |
| Floris Heyne           | Jacques Muller       |
| Gert-Jan de Warm       | Beul                 |
| Raymi Sambo            | oom Erwin            |
| René van Asten         | Dr. Nicolaes Tulp    |
| Jorik Prins            | Yordi Berendsen      |
| Gillis Biesheuvel      | Siemen               |
| Hedy Wiegner           | Josefina             |
| Roel Imfeld            | molenaar             |

## Afleveringen
| Afl. | Titel              | Uitzenddatum                                        |
| ---- | ------------------ | --------------------------------------------------- |
| 1    | De verhuizing      | 9 oktober 2010 / 2 januari 2011 (aangepaste versie) |
| 2    | K M R E U          | 9 januari 2011                                      |
| 3    | De rovershoofdman  | 16 januari 2011                                     |
| 4    | De anatomische les | 23 januari 2011                                     |
| 5    | Het doodsbed       | 30 januari 2011                                     |
| 6    | De valstrik        | 6 februari 2011                                     |
| 7    | De Satyr           | 13 februari 2011                                    |
| 8    | De Regenten        | 20 februari 2011                                    |

## Achtergrond
De serie werd geregisseerd door Marc Willard en geschreven door Wim Hoen, Gertie Schouten en Sydney Vollmer. De serie haalde inspiratie uit het boek Het fort van Sjako van schrijver Richard Meijer uit 2005. Meijer verschreef op zijn beurt de televisieserie tot een boek die kort nadat de eerste aflevering van de serie was uitgezonden werd uitgebracht, op 15 oktober 2010, door Uitgeverij Prometheus. Het boek bij de serie dient als een prequel op Meijer zijn boeken Het fort van Sjako en Het duistere hart van Fez.
De serie De bende van Sjako ging op zaterdagavond 9 oktober 2010 in première op televisiezender Nederland 3 tijdens het Z@pp blok als onderdeel van omroep TROS. De serie werd echter na de eerste aflevering al van de buis gehaald omdat die te spannend voor kinderen zou zijn. De serie was bedoeld voor kinderen vanaf zes jaar en ouder maar volgens het Nederlands Instituut voor de Classificatie van Audiovisuele Media was de serie te spannend voor deze leeftijdscategorie en gaven ze een advies van twaalf jaar en ouder voor de serie. Hierdoor besloot TROS de serie opnieuw de montage in te doen om hem kindvriendelijker te maken.
De serie ging vervolgens met een kindvriendelijker variant op 2 januari 2011 in première, ditmaal werd het uitgezonden op de zondagavond.